# 拉臘什
拉臘什，又稱阿拉伊什，是非洲北部國家摩洛哥的港口城鎮，由丹吉爾-得土安大區負責管轄，位於該國北部丹吉爾以北約86公里的大西洋海岸，建城於公元7世紀，2004年人口107,371。

## 外部連結
- Entry in Lexicorient （页面存档备份，存于）
- Nice videos and very interesting information （页面存档备份，存于）
- Tells you a lot about Larache